# NGC 5863
NGC 5863 (również PGC 54160) – galaktyka spiralna z poprzeczką (SBa), znajdująca się w gwiazdozbiorze Wagi. Odkrył ją w 1886 roku Ormond Stone.